# Wir (1982)
Wir ist ein westdeutscher Science-Fiction-Film des Regisseurs Vojtěch Jasný aus dem Jahr 1982 und basiert auf dem gleichnamigen Roman des russischen Schriftstellers Jewgenij Samjatin.

## Handlung
Tausend Jahre nachdem der „eine Staat“ die Herrschaft über die Erde übernommen hat, soll ein Raumschiff, das „Integral“, die Botschaft dieses politischen Gebildes zu den Sternen tragen: Das Glück des Menschen ist die Unterordnung unter eine gerechte Regelung aller Dinge. Der Chefingenieur des Projekts, D-503, verfasst ein Tagebuch, das fremden Kulturen die Vorzüge der „einen Kultur“ darlegen soll. Doch als eine Rebellin in ihm Gefühle erweckt und er beginnt, eine „Seele“ zu entwickeln, kommt seine staatstragende Überzeugung ins Wanken.

## Kritik
„Gerade der Fernsehfilm WIR ist das beste Beispiel dafür, daß es auch heute noch möglich ist, mit relativ bescheidener, aber um so wirksamerer Studioausstattung, mit wenigen, aber klug gesetzten Effekten, mit hervorragenden schauspielerischen Leistungen (allen voran die Idealbesetzung des D-503: Dieter Laser) dem Zuschauer ein fesselndes Zukunftstrauma zu bieten, das dem literarischen Vorbild voll und ganz gerecht wird.“